# 奥尔登许滕
奥尔登许滕是德国石勒苏益格－荷尔斯泰因州的一个市镇。总面积4.33平方公里，总人口146人，其中男性70人，女性76人（2011年12月31日），人口密度34人/平方公里。